# Крейтер-Лейк (національний парк)
Національний парк Крейтер-Лейк (англ. Crater Lake National Park) — національний парк США, розташований в південній частині штату Орегон. Основною визначною пам'яткою парку є озеро Крейтер.